# Il fattore Scarpetta
Il fattore Scarpetta (The Scarpetta Factor) è un romanzo della scrittrice statunitense Patricia Cornwell pubblicato nel 2009.

## Trama
È la settimana prima di Natale e Kay Scarpetta sta prestando servizio volontario presso l'Istituto di medicina legale di New York, dove le viene chiesto di esaminare il cadavere di una ventiseienne, Toni Darien, ritrovato poco prima dell'alba a Central Park. La causa del decesso sembra banale ma, quando si tratta di stabilire l'ora precisa della morte, l'ipotesi di Kay pare incompatibile con gli elementi emersi dalle indagini. Inevitabilmente l'omicidio viene messo in relazione con la recente sparizione di Hannah Starr, bellissima multimilionaria svanita nel nulla. Tutto ciò rischia di innescare una psicosi collettiva, amplificata dall'apparizione di Kay Scarpetta a una trasmissione di attualità della CNN, durante la quale riceve un'inquietante telefonata da un ex paziente del marito. La CNN, tra l'altro, le propone di condurre una trasmissione, Il fattore Scarpetta, ma Kay teme di diventare lo stereotipo di se stessa. Quella sera stessa, tornata a casa, riceve un pacco sospetto, forse una bomba. Una minaccia che ha origine nel suo passato e in quello delle due persone che le sono più vicine: il marito e la nipote Lucy. Il fattore Scarpetta riunisce tutti i personaggi più amati da Patricia Cornwell in una New York imbiancata dalla neve, ancora pesantemente segnata dalla tragedia dell'11 settembre e scossa sia dalla crisi economica sia dalle pesanti speculazioni finanziarie. Un complicatissimo caso di omicidio, un nuovo agghiacciante capitolo nella vita di Kay Scarpetta. (vedi romanzo L'ultimo distretto).

## Edizioni in italiano
- Patricia Daniels Cornwell, Il fattore Scarpetta, Mondolibri, Milano 2010
- Patricia Daniels Cornwell, Il fattore Scarpetta, traduzione di Annamaria Biavasco e Valentina Guani, Onnibus Mondadori, Milano 2010 ISBN 978-88-04-60136-4
- Patricia Daniels Cornwell, Il fattore scarpetta, legge: Maria Grazie Di Piazza, Centro Internazionale del Libro Parlato, Feltre 2011
- Patricia Daniels Cornwell, Il fattore scarpetta, traduzione di Annamaria Biavasco e Valentina Guani, Numeri primi Mondadori, Milano 2011 ISBN 978-88-6621-007-8
- Patricia Daniels Cornwell, Il fattore Scarpetta, traduzione di Annamaria Biavasco e Valentina Guani, Oscar Mondadori, Milano 2013 ISBN 978-88-04-62574-2
- Patricia Daniels Cornwell, Il fattore Scarpetta, traduzione di Annamaria Biavasco e Valentina Guani, (ed. speciale) Mondadori, Milano 2014 ISBN 978-88-04-64556-6
- Patricia Daniels Cornwell, Il fattore Scarpetta, traduzione di Annamaria Biavasco e Valentina Guani, I Miti Mondadori, Milano 2020 ISBN 978-88-04-72625-8